# カオグロトキ
カオグロトキ（顔黒朱鷺、学名:Theristicus melanopis）は、トキ科に分類される鳥類の一種である。

## 分布
ペルー、エクアドルからボリビア、チリ、アルゼンチン西部まで分布する。

## 形態
体長約75cm。頭部から胸にかけては白みの強い褐色で頭頂部は褐色みが強く、背中は灰褐色である。胸に灰色の帯がある。大雨覆は白色、風切羽と尾は黒色である。腹部は黒色。眼の周囲から嘴の基部まで黒い皮膚が裸出しており、嘴は黒色、脚は赤色である。

## 生態
山地の河川や湿地、沼地に生息する。
昆虫類、両生類、爬虫類などを捕食する。植物の種子を食べることもある。
崖の裂け目や岩棚、樹上に集団で小規模のコロニーを形成して繁殖する。1腹2-3個の卵を産み、抱卵期間は約28日である。雛は約56日で巣立ちする。

## 亜種
以下の2亜種に分類される。
- Theristicus melanopis branickii
- Theristicus melanopis melanopis